# Marienstraße 9 (Weimar)

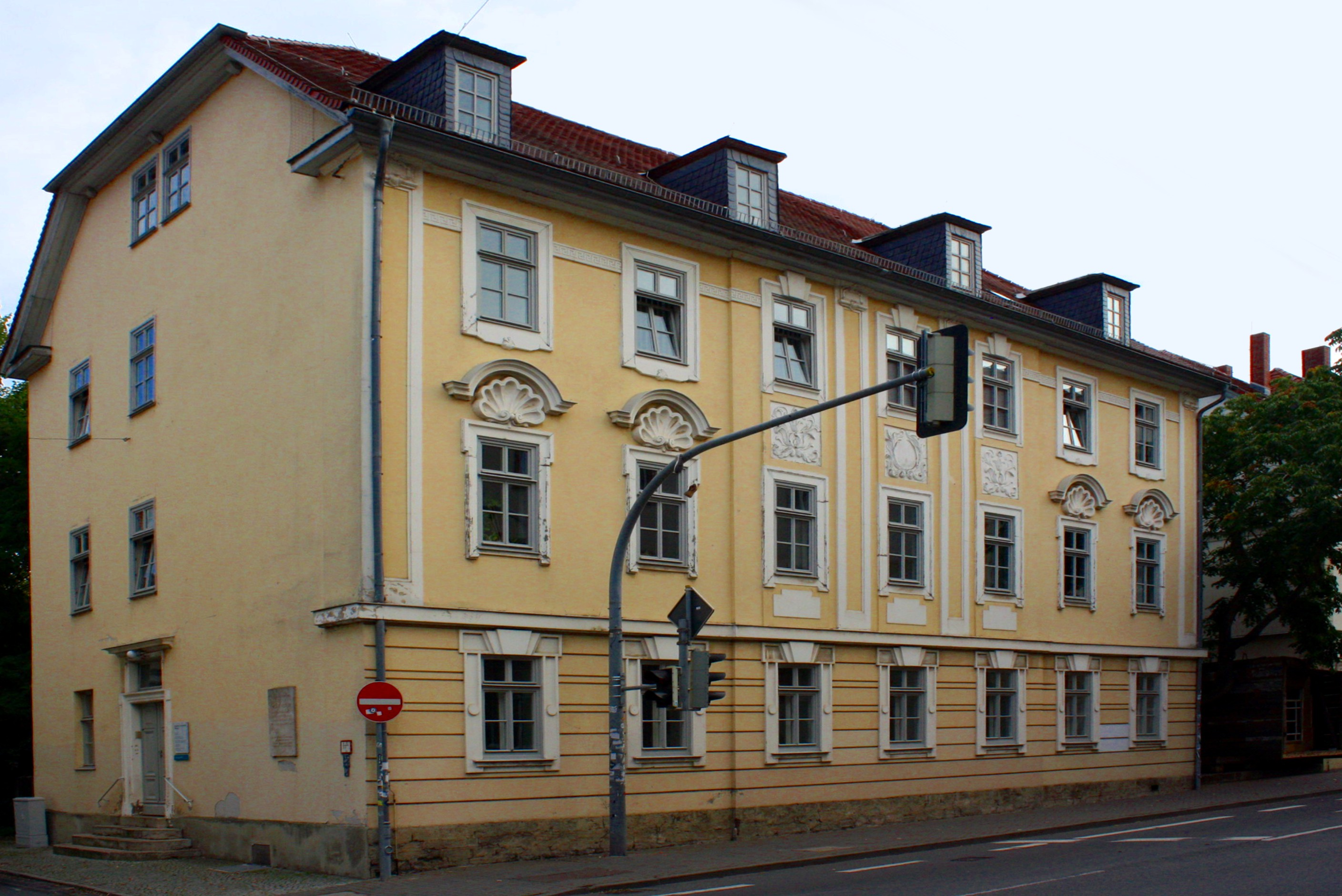
Marienstraße 9 in Weimar

Das mehrgeschossige, reich stuckierte Haus Marienstraße 9 in Weimar ist ein Gebäude, das von der Bauhaus-Universität Weimar genutzt wird. Darin befinden sich studentische Arbeitsräume und die Weimar Professur Geodäsie und Photogrammetrie.
Das Gebäude, ursprünglich ein Wohnhaus, ist dem Klassizismus zuzuordnen. Es steht mit dem Ausbau der Marienstraße durch Clemens Wenzeslaus Coudray im Zusammenhang. In diesem mehrgeschossigen und über den Mittelfenstern mit Stuckverzierungen versehenen Haus wohnte Theodor Neubauer von 1923 bis 1928, woran seit 1962 eine Gedenktafel erinnert.
Das Gebäude steht auf der Liste der Kulturdenkmale in Weimar (Einzeldenkmale).